# Adolf Friedrich Rutenberg
Adolf Friedrich Rutenberg (* 30. Oktober 1808 in Berlin; † 6. Dezember 1869 ebenda) war ein deutscher Geografielehrer, Junghegelianer und Journalist.

Die Freien. Zeichnung von Friedrich Engels. Von links nach rechts: Arnold Ruge, Ludwig Buhl, Karl Nauwerck, Bruno Bauer, Otto Wigand, Edgar Bauer, Eduard Meyen, zwei Unbekannte und Friedrich Köppen als Leutnant ganz rechts am Tisch sitzend.

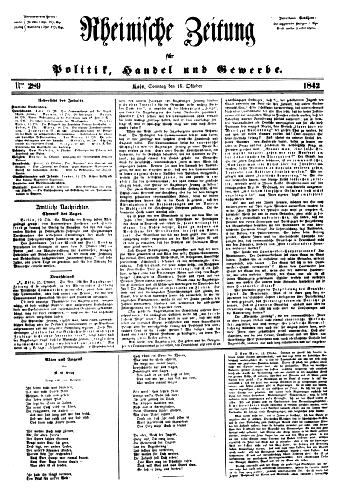
Rheinische Zeitung

## Leben
Adolf Friedrich Rutenberg war der Sohn von Adolph Friedrich Rutenberg, eines mecklenburgischen Schuhmachers und seiner Frau Dorothea Elisabeth Dohrmann, der kurz vor seiner Geburt nach Berlin gezogen war und das dortige Stadtbürgerrecht erworben hatte. Adolf Rutenberg besuchte das Friedrich-Wilhelm-Gymnasium, wie der ein Jahr ältere Bruno Bauer, der später sein Schwager wurde. Er studierte von 1828 bis 1831 Philosophie, Philologie und Theologie an der Friedrich-Wilhelms-Universität in Berlin. Im Wintersemester 1828/29 besuchte der die Vorlesungen Ästhetik und Philosophie der Geschichte von Hegel. Von Hegels Vorlesung über die Philosophie der Religion im Jahr 1831 fertigte Rutenberg eine Vorlesungsmitschrift an.
Nachdem er die Examina für Philosophie, Philologie und Theologie abgelegt hatte, unterrichtete er an verschiedenen Schulen in Berlin. Neun Jahre war er als Lehrer an verschiedenen Schulen tätig. Ab 1838 für Geografie an der königlichen Kadettenschule in Neuen Friedrichstraße, bis er 1840 wegen Trunksucht oder aus politischen Gründen entlassen wurde. Danach betätigte er sich bei verschiedenen Zeitschriften, so u. a. für die Hallischen Jahrbücher von Arnold Ruge. In Berlin gehört er dem Doktorclub an, einem philosophischen Debattierzirkel junger Dozenten und Studenten höheren Semesters, an dem unter anderem Karl Marx, Karl Friedrich Köppen, Bruno und Edgar Bauer, Ludwig Buhl (1814–1880 oder 1882) teilnahmen. Rutenberg scheint in dieser Zeit eine engere Freundschaft mit Marx eingegangen zu sein, der seinem Vater im November 1837 davon berichtet, dass jener sein „intimster der Berliner Freunde“ sei.
Am 25. März 1838 heiratet Rutenberg in Berlin die 25-jährige Tochter eines Schlossermeisters Anna Bertha Spiller. Am 10. Dezember 1838 wurde seine Tochter Agathe in Berlin geboren und am 3. Februar 1839 in der Sankt-Nikolai-Kirche in Berlin getauft. Außerdem hatte er zwei Söhne, namens Adolph Bruno (Rechtsanwalt) (* 5. April 1840 in Berlin) und Walter (Bildhauer) (* 29. Dezember 1858 in Berlin).
Im November 1841 erhält er von Georg Jung die Anfrage, ob er erster Redakteur bei der Rheinischen Zeitung werden will. Am 2. Februar 1842 wurde er auf Vorschlag von Karl Marx leitender Redakteur der Rheinischen Zeitung in Köln. Rutenberg war für Artikel der Redaktion über Preußen und Deutschland zuständig. Während der Dombaufeierlichkeiten im September 1842 besucht ihn Hoffmann von Fallersleben. Aber man war im Herausgeberkreis mit Rutenberg unzufrieden und löste ihn zum 15. Oktober 1842 ab und ersetzte ihn durch Karl Marx. Wieder in Berlin schließt er sich den Freien an.

„Und Rtg, der schöde, / Er baumelt hinterher, mit seiner Faust nicht blöde. / Aus seinem Munde steigt ein ewig gleicher Rauch, / Ein Höllntabacksqualm – das ist sein schnöder Brauch,/ Wenn in dem Munde hängt die ellenlange Pfeife,/ Er nimmt sie nur heraus, zu keifen sein Gekeife.“

Rutenberg ist der einzige der Berliner Junghegelianer, der von Karl Theodor Welcker aufgefordert wurde an der ersten Ausgabe des Staatslexikons. Encyklopädie der sämmtlichen Staatswissenschaften für alle Stände mitzuarbeiten. Er lieferte die Beiträge Polen, Preußen (Statistik); Serbien (Geschichte); Sina, China; Türkei, osmanisches Reich und Radical, Radicalismus. Den letzteren hob Gustav Mayer lobend hervor.
Am 1. April 1848 gründete er die National-Zeitung in Berlin, die er bis zur Septemberkrise 1848 verantwortlich leitete. Er beteiligte sich aktiv an der Märzrevolution.
In den letzten Lebensjahren war er für die Preußische (Adler) Zeitung (1851–1853) und den Königlich Preußischen Staats-Anzeiger (1851–1871) journalistisch tätig und soll sich den Nationalliberalen zugewendet haben.

## Werke (Auswahl)
- Polen. In: Carl von Rotteck / Hermann von Rotteck / Karl Theodor Welcker: Das Staatslexikon. Encyklopädie der sämmtlichen Staatswissenschaften für alle Stände. Bd.12, Altona 1841, S. 487–588
- Rtg: Zur Litteratur des Königsberger Verfassungsantrags. In: Anekdota zur neuesten deutschen Philosophie und Publicistik. Bd. 1 Zürich und Winterthur 1843, S. 247–281[16]
- Preußen (Statistik). In: Carl von Rotteck / Hermann von Rotteck / Karl Theodor Welcker: Das Staatslexikon. Encyklopädie der sämmtlichen Staatswissenschaften für alle Stände. Bd.13, Altona 1842, S. 102 ff.
- Radical, Radicalismus. In: Carl von Rotteck / Hermann von Rotteck / Karl Theodor Welcker: Das Staatslexikon. Encyklopädie der sämmtlichen Staatswissenschaften für alle Stände Bd. 13, Altona 1842, S. 408 ff. Digitalisat
- (Rezension) Die evangelische Landeskirche Preußens und die Wissenschaft. Leipzig, O.Wigand, 1840. In: Deutsches Staatsarchiv. Bd. 2. S. 335–341.
- Einleitender Vortrag über den Kosmos von Alexander von Humboldt, gehalten in der Polytechnischen Gesellschaft zu Berlin am 13. Nov. 1845 Moeser & Kühn, Berlin 1845
- Deutsche Kalender. In: Magazin für Literatur des Auslandes. 1847 Nr. 7
- Die Jesuiten des neunzehnten Jahrhunderts. 2. unveränd. Aufl. Vossische Buchhandlung, Berlin 1845 Digitalisat Kritik Grenzboten
- Adolf Rutenberg mit Zusätzen von W. Schulz: Serbien (Geschichte). In: Carl von Rotteck / Hermann von Rotteck / Karl Theodor Welcker: Das Staatslexikon. Encyklopädie der sämmtlichen Staatswissenschaften für alle Stände. Bd. 12, Altona 1848, S. 137–150.
- Adolf Rutenberg mit Zusätzen von W. Schulz: Sina, China. In: Carl von Rotteck / Hermann von Rotteck / Karl Theodor Welcker: Das Staatslexikon. Encyklopädie der sämmtlichen Staatswissenschaften für alle Stände. Bd. 4, Altona 1848, S. 378–384.
- Türkei, osmanisches Reich In: Carl von Rotteck / Hermann von Rotteck / Karl Theodor Welcker: Das Staatslexikon. Encyklopädie der sämmtlichen Staatswissenschaften für alle Stände. Bd. 15, Altona 1843, S. 437–459.
- Die Ursachen der deutschen Auswanderung. In: Zeitschrift des Vereins für deutsche Statistik. 2. Jg., 1848, S. 231 ff. Digitalisat
- Ankündigung der National-Zeitung. In der Märtyrernacht der Freiheit vom 18ten auf den 19ten März ist die wahre und wirkliche Preßfreiheit für uns geboren. Berlin, den 22. März 1848. Das Comite für die Redaktion der National-Zeitung: Diesterweg, Stadtrath Duncker, Eichholz, Herford, Kalisch, Mügge, Nauwerck, Runge, Rutenberg, Siemens, Volkmar, Zabel. Berlin 1848 (Flugblatt).
- Deutsche Kalender. In: Zeitschrift des Vereins für deutsche Statistik. 2. Jg. F. Schneider und comp., Berlin 1848, S. 187–192 Digitalisat
- Die Ursachen der deutschen Auswanderung. In: Germania. Archiv zur Kenntniß des deutschen Elements in allen Ländern der Erde. 3 Bd., Heinrich Ludwig Brönner 1850, S. 192–213 Digitalisat[17]
- Deutsches Städtewesen. In: Jahrbuch für Volkswirthschaft und Statistik. Leipzig 1854, S. 401 ff. Digitalisat

## Herausgeber
- Bibliothek politischer Reden aus dem 18. und 19. Jahrhundert. 6 Bde. Verlag der Voß'schen Buchhandlung, Berlin 1843–1844 Bd. 3 und 4 Digitalisat
- Monatsschrift für Volkswirthschaft und soziales Leben. Hrsg. von Dr. Rutenberg. Vossische Buchhandlung, Berlin 1846
- Friedrich Zabel, Adolf Rutenberg (Hrsg.): National-Zeitung. Sittenfeld, Berlin 1848 ff.

## Briefe
- Karl Marx an Rutenberg 10. Oktober 1837[18]
- Rutenberg an Arnold Ruge 3. Dezember 1840[19]
- Rutenberg an Arnold Ruge 17. Dezember 1840[19]
- Rutenberg an Arnold Ruge 12. Januar 1841[19]
- Rutenberg an Arnold Ruge 19. Januar 1841[19]
- Rutenberg an Arnold Ruge 24. Februar 1841[19]
- Rutenberg an Arnold Ruge 31. März 1841[19]
- Rutenberg an Karl Theodor Welcker 6. Juli 1841[20]
- Karl Theodor Welcker an Rutenberg 27. August 1841[21]
- Rutenberg an Arnold Ruge 27. August 1841[19]
- Arnold Ruge an Rutenberg 22. November 1841[19]
- Rutenberg an Arnold Ruge 24. Februar 1842[19]
- Max Stirner an Rutenberg 1. März 1842[22]
- Robert Blum an Adolf Rutenberg 26. Mai 1842[23]
- Rutenberg an Karl Theodor Welcker ohne Datum[24]
- Moses Hess an Ruthenberg (Mitte 1842)[25]
- Robert Blum an Adolf Rutenberg 13. Juli 1842[26]
- August Heinrich Hoffmann von Fallersleben an Rutenberg 1. März 1844[27]
- August Heinrich Hoffmann von Fallersleben an Rutenberg 22. Mai 1845[28]
- Rutenberg an August Heinrich Hoffmann von Fallersleben 23. Mai 1845[29]
- Robert Blum an Adolf Rutenberg 22. Mai 1847[30]
- August Heinrich Hoffmann von Fallersleben an Rutenberg 22. Mai 1847[31]
- Rutenberg an August Heinrich Hoffmann von Fallersleben 9. Juni 1848[32]